# Actinote meridana
Actinote meridana är en fjärilsart som beskrevs av Jordan 1910. Actinote meridana ingår i släktet Actinote och familjen praktfjärilar. Inga underarter finns listade i Catalogue of Life.